# Палац Олександрової у Вербці Дерев'яній

Палац Олександрової — архітектурна пам'ятка початку 19 століття, розташована в селі Вербка (колись Вербка-Дерев'яна) Ярмолинецької селищної громади Хмельницького району Хмельницької області.

## Історія
Побудований палац в першій половині 19 століття у центральній частині сучасного Вербківського парку. Являє собою одноповерховий будинок. Під правою частиною будинку збережені підвали, які розділені на окремі приміщення. Біля палацу була розташована криниця з вакуумним насосом, сад, пасіка та теплиці. Розміщувались декілька ставків, які мали різне призначення. Одні використовувались для ловлі риби, інші — в купальних цілях. В 1914 році Вербкою Дерев'яною володіла Надія Олександрівна Олександрова. Після 1917 року території, які раніше належали поміщикам, поділили на окремі частини між місцевими жителями. Будинок використовувався як колгоспна контора. Потім у ньому був створений дитячий садок, зараз розташовується сільський клуб та бібліотека . До середини 1950-х років на початку липової алеї розміщувалась дерев'яна арка. До початку 1960-х років на парковій території функціонували залізні ворота